# Чаленџер 2
Чаленџер 2 је основни борбени тенк развијен у Уједињеном Краљевству, као наследник старијег модела Чаленџер 1. Производња Чаленџера 2 почела је 1991. године и направљено је 446 примерака овог тенка. Осим војске Велике Британије, користи се и у војсци Омана. Оперативно је коришћен у Инвазији на Ирак, као и у мировним операцијама у Босни и Косову.

## Развој
Чаленџер 2 је први Бритнаски тенк после Другог светског рата који је у потпуности дизајниран, развијен и произведен од стране једног произвођача, и то Викерс одбрамбених система. Труп је у основи преузет од Чаленџера 1, али је током развоја на њему направљено око сто педесет унапређења. Најчешће су се та унапређења односила на лакше одржавање и већу поузданост. Са друге стране, за куполу је коришћен потпуно нови дизајн. Оклоп је дизајниран на бази оклопа Чаленџера 1, назван Чобам, са додатним модификацијама, што га је чинило најбоље оклопљеним тенком у НАТО снагама.

## Каркатеристике
Основно наоружање чини Л30 топ калибра 120 мм. Купола има могућност прављења пуног круга од 360 степени, као и елевацију цеви од -10 до +20 степени. Борбени комплет чини педесет граната. Почетком 2006. на тестирање су преузети Л55 топови које користи Леопард 2А6 тенк.
Велико унапређење у односу на старији модел је потпуно нови систем управљања ватром. Употребљен је систем који користи М1 Абрамс (верзија М1А1). Тај систем омогућава потпуну електричну контролу стабилизације топа. У склопу систем а се налазе и екран који користи командир тенка, навигациони систем, дигитално процесни рачунар и панелни екран за возача.
Споредно наоружање чине два митраљеза калибра 7,62 мм. Један се налази лево у односу на главни топ, а други је противавионски и монтиран је на куполи.
Купола је заштићена другом генерацијом Чобам оклопа. Са обе стране куполе се налази по осам бацача димних кутија.

## Борбена употреба
Чаленџер 2 је коришћен у инвазији на Ирак током 2003. године. Тада је у нападу на Басру коришћено сто двадесет Чаленџера 2. Током борби у Ираку, ниједан тенк није био потпуно уништен од стране противника, већ је у неколико наврата имао одређена оштећења, и то најчешће на нишанским системима.
Први тенк који је потпуно уништен је био у борби у околини Басре, када је један Чаленџер 2 уништен од стране другог. Посада тенка је погрешно проценила да је у питању био противнички маневар са циљем окруживања британских снага. Том приликом су убијена два члана посаде.
Дана 4. септембра 2023. појавио се снимак из Роботина који је показао губитак Чаленџера 2.

## Корисници
- Велика Британија - 386 (227 оперативно)
- Оман - 38
- Украјина